# Tchoros
 (février 2015).
Si vous disposez d'ouvrages ou d'articles de référence ou si vous connaissez des sites web de qualité traitant du thème abordé ici, merci de compléter l'article en donnant les références utiles à sa vérifiabilité et en les liant à la section « Notes et références ».
Les Tchoros (mongol : ᠴᠣᠷᠣᠰ, VPMC : Choros, cyrillique : Чорос, MNS : Choros) étaient une maison princière dominant des Oïrats dzoungars et Dörbets et ont dirigé simultanément les quatre peuples Oïrats. Ils ont fondé le Khanat dzoungar au XVIIe siècle. D'après un mythe, leur rois reconnaît leur descendant d'après un garçon nourrit par un arbre sacré, une légende également partagé avec la famille royale Ouïghoure.

## Personnalités
- Grigory Gourkine (1870-1937), était un peintre paysagistre de l'Altaï.